# Duško Vujošević
Duško Vujošević, né le 3 mars 1959 à Podgorica (Monténégro), est un entraîneur serbo-monténégrin de basket-ball.

## Biographie
Duško Vujošević est devenu entraineur au Partizan de Belgrade au milieu des années 1980 avant de quitter la Serbie dans les années 1990 en raison de la guerre. De retour à Belgrade à la fin des années 1990, il est de 2001 à 2010 entraineur de l'équipe tout en coachant les sélections de la Serbie-Monténégro puis du Monténégro après l'indépendance de celui-ci. Il est également l’entraîneur du CSP Limoges lors des saisons 2016 et 2017.
Opposé au régime autoritaire de Aleksandar Vučić, il est évincé pour des motifs politiques du Partizan de Belgrade.

## Clubs successifs
- 1985-1987 :  Partizan Belgrade (adjoint)
- 1987-1989 :  Partizan Belgrade
- 1989-1990 :  CB Grenade
- 1991-1992 :  Étoile rouge de Belgrade
- 1993-1995 :  Basket Brescia
- 1995-1997 :  Olimpia Pistoia
- 1997-1998 :  Scavolini Pesaro
- 1999-2001 :  Radnički Belgrade
- 2001-2010 :  Partizan Belgrade
- 2010 :  CSKA Moscou
- 2012-2015 :  Partizan Belgrade
- 2016-2017:  Limoges CSP
- 2019-:  U Cluj-Napoca

## Sélections nationales
- Serbie-et-Monténégro : 2003
- Monténégro : avril 2007 - novembre 2010[3],[4]
- Bosnie-Herzégovine : à partir de juillet 2017[5]

## Palmarès

### Club
Compétitions internationales
- Vainqueur de la Coupe Korać 1989
- Vainqueur de la Ligue adriatique 2007, 2008, 2009, 2010, 2013

Compétitions nationales
- Champion de Yougoslavie 1987, 2002
- Champion de Serbie et Monténégro 2003, 2004, 2005, 2006
- Champion de Serbie 2007, 2008, 2009, 2010, 2011, 2012, 2013
- Vainqueur de la coupe de Serbie 2008, 2009, 2010
- Vainqueur de la Coupe de Yougoslavie 1989, 2002

### Sélection nationale
- Championnat d'Europe
  - Médaille d'or du Championnat d'Europe de basket-ball masculin des 18 ans et moins 1988

### Distinction personnelle
- Élu meilleur entraîneur de l'Euroligue 2008-2009[6].